# خوان پابلو رومرو (بازیکن فوتبال)
خوان پابلو رومرو (انگلیسی: Juan Pablo Romero؛ زادهٔ ۲ ژوئن ۱۹۹۸) بازیکن فوتبال است.